# Mühlenriede
Die Mühlenriede ist ein 17 km langer Bach am nordöstlichen Rand der Papenteicher Hochfläche mit einem etwa 50 km² großen Einzugsgebiet westlich der Stadt Wolfsburg und südöstlich der Stadt Gifhorn. Der Bach gehört zum Flusssystem der Aller. Er mündet unweit des Tankumsees in den Allerkanal.

## Topographie

Renaturierter Bereich bei Fallersleben

Als Quelle des Bachs ist in den amtlichen Karten der Abfluss des Kahlensteich im Hattorfer Holz südlich von Wolfsburg-Detmerode angegeben. Er fließt nach Nordwesten und ist zwischen dem Detmeroder Teich und der A 39 bei dem Wolfsburger Stadtteil Mörse vollständig verrohrt. Am südlichen Ortsrand von Mörse fließt der Bach nach Westen, bevor er am westlichen Ortsrand von Ehmen nach Norden abknickt. Die Mühlenriede fließt an Fallersleben vorbei und dükert anschließend bei Sülfeld den Mittellandkanal. Nach der Unterquerung des Kanals wendet sich der Bach nach Nordwesten in Richtung Calberlah, wobei vorher der Alte Mühlengraben nach Norden abzweigt und ebenfalls zum Allerkanal fließt. Nachdem die Mühlenriede den Ort passiert hat, knickt sie an der Kreisstraße leicht nach Norden zum Kranichsmoor ab und dükert den Elbe-Seitenkanal. Sie wird in einem künstlich geschaffenen Bett südwestlich um den Tankumsee geführt und erreicht relativ geradlinig den Allerkanal.

## Nebenflüsse
Die Klein Brunsroder Riede (GKZ 481824) ist ein linker Zufluss der Mühlenriede südlich von Ehmen. Der Bach entspringt nördlich von Flechtorf im Flechtorfer Holz. Er nimmt am Ellernbruch mehrere kleine Quellbäche auf und entwässert sowohl das Waldgebiet als auch die umliegenden Ackerflächen. Das Gewässer war über einen langen Zeitraum stark ausgebaut und begradigt gewesen. Seit den 1990ern wird der Graben nicht mehr gepflegt, so dass er sich teilweise selbst renaturiert. Der Bach fließt durch intensiv genutztes Ackerland und ist nur an wenigen Stellen durch Ufergehölz geschützt. Zudem werden über den Vorfluter einer Teichkläranlage deren Abwässer in den Bach eingeleitet.

## Flora und Fauna

Von rechts kommend Mündung in den Allerkanal nördlich des Tankumsees

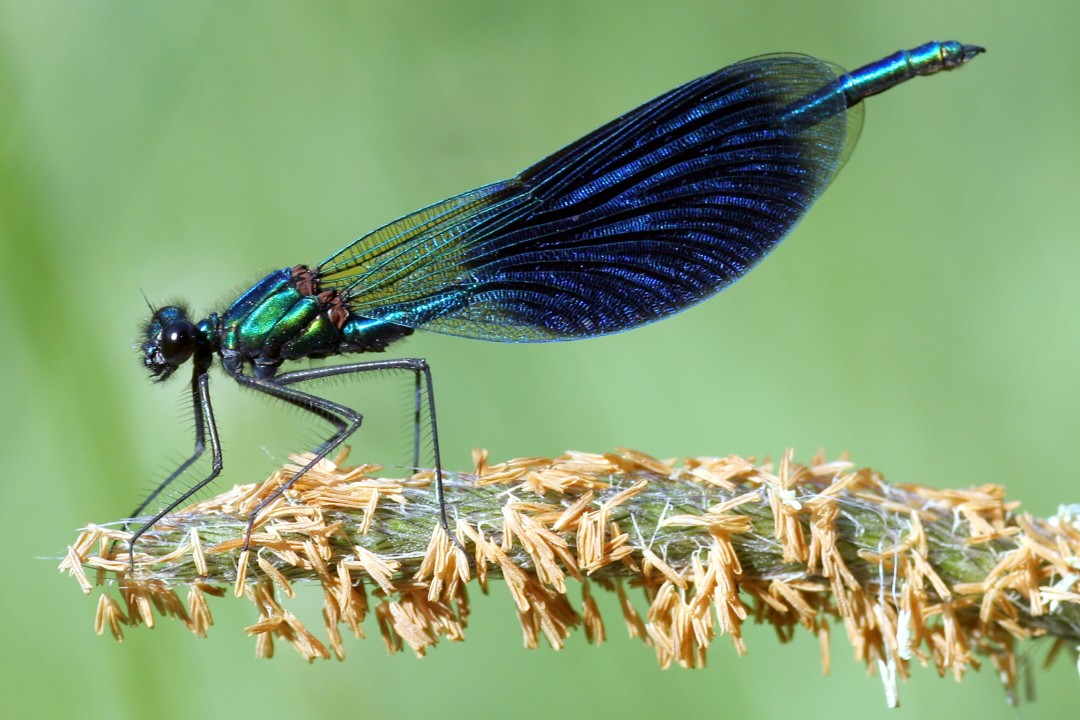
Gebänderte Prachtlibelle

Die Mühlenriede ist ein weitgehend ausgebautes und begradigtes Gewässer mit zeitweise sehr geringer Wasserführung. Der Bach läuft größtenteils durch Grünflächen und wird nur in wenigen Bereichen durch Gehölze beschattet. Heute entwickelt sich der Bach langsam in seinen naturnahen Zustand zurück, streckenweise durch Renaturierungsmaßnahmen unterstützt. Die ersten Renaturierungsmaßnahmen wurden bereits vor einiger Zeit in den Auewiesen zwischen Ehmen und Fallersleben abgeschlossen. In dem Abschnitt zwischen Mörse und Ehmen wurde 2004 mit der Verlegung des Flussbettes und der Renaturierung begonnen.
Fließwasserorganismen fehlen in der Mühlenriede weitgehend. Trotzdem finden sich neun Tierarten, die auf der Roten Liste des Landes Niedersachsen geführt werden:
- eine Art Eintagsfliegen – Siphlonuridae armatus
- zwei verschiedene Arten Köcherfliegen
- zwei verschiedene Arten Langtasterwasserkäfer
- eine Unterart der Blasenschnecken
- eine Unterart der Tellerschnecken
- die Gebänderte Prachtlibelle
- die Blaue Federlibelle

## Gewässergüte
Der Gewässergrund besteht, wie in der Lüneburger Heide üblich, aus Sand und feinem Kies. Der niedersächsische Gewässergütebericht von 2004 bewertet die chemische Gewässerbelastung der Mühlenriede im Ober- und Mittellauf als mäßig belastet (Güteklasse II). Der Unterlauf ist kritisch belastet (Güteklasse II-III). Das NLWKN hat für die Mühlenriede zwei Wasserkörperdatenblätter 14032 und 14033 erstellt.